# مدراش هلخاه

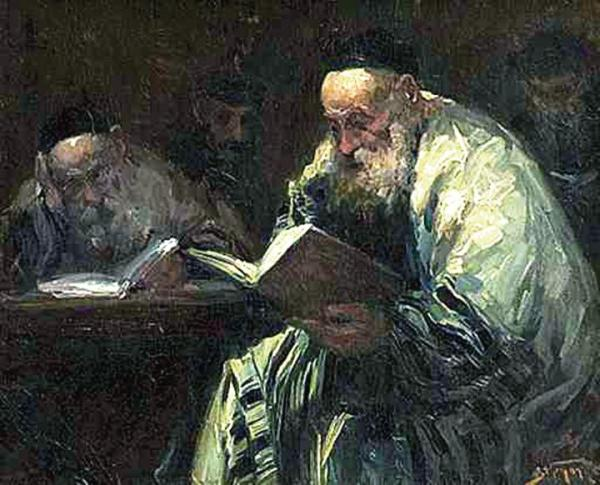

مدراش هالاخاه هي شروح الحاخامات المدراشية للمقرا، التي تربط بين المكتوب بالمقرا وبين الهلخاه العملية. والمدراش يربط بين الآية وبين الهلخاه، وبذلك يوفر رؤية عن منطقية الهلخاه، ففهم الآية بشكل معين يمنح تأييد الهلخاه، وفي بعض الأحيان تُعد مصدرها الأول (على الرغم من وجود شرائع عديدة ليس لها مصدر في التوراة). ويستخدم المدراش أيضا لانتاج شرائع جديدة، سواء من الاقتباس المباشر من الآية أو على أسس الشروح المعقدة.
المجموعات الأساسية من مدرشي ههلخاه الموجودة بحوذتها هي مخيلتا على سفر الخروج، وهسبرا على سفر اللاويين وهسفري على سفر العدد وسفر التثنية. والعديد من مدرشي ههلخاه مقتبسين من التلمود.

## المدرشين الأوائل
مثل أي نص شرعي، نجد أن توراة موسى كانت في حاجة إلى استيفاء النواقص التي به، وتوضيح المتناقضات، وإيجاد الصلة بين الأوضاع المتغيرة بكل جيل وجيل. والمسيرة المدراشية الخاصة بالمقارنة والشروح جاءت سوياً مع تجميع التوراة ككتاب واحد. وهناك جدال بين الباحثين بشأن ما إذا كانت شرائع الحاخامات مستندة إلى التعلم من الآيات بواسطة مدارش هلخاه المسمى مدراس يوتسر، أم بواسطة مدراش هلخاه المسمى مدراش مكيام.
وفق عدد من الآراء فإن التفاسير المدراشية ظهرت بعد عودة اليهود من بابل إلى صهيون، عندما ظهرت الحاجة إلى تثبيت الشرائع التي تغيرت في أعقاب تغير ظروف الحياة، في ظروف مكتوبة ومعروفة. ولا يوجد في المشنا بوجه عام مصادر من التوراة كتبت بشأن القوانين المستحدثة، وهذا الربط تم في مدرشي هلخاه أو في التلموديم.
بالفعل بداخل المقرا يمكننا إيجاد مدرشيم، فعندما تشرح قطعة ما في التوراة قطعة أخرى بها، وكذلك عندما تفسر أسفار الأنبياء والمكتوبات التوراة بصورة متجانسة. ويمكننا إيجاد أمثلة بارزة في سفر أخبار الأيام لانه يوجد به مقابلات لمادة قديمة موجودة في المقرا التي بحوذتنا. كذلك فإن سفر أخبار الأيام يبدأ نظريته بشأن أهمية التوراة ومركزية بين داود والهيكل بالقدس استناداً على أسفار سابقة له. يهودا افرايم زليجمان يميز تلك الإجراءات بأنها بمثابة «براعم مدراش», واحدة هذه البراعم موجودة في أحكام الفصح: التوراة تذكر في إحدى المواضع«لا تأكلوا منه نيئاً أو طبيخاً مطبوخاً بالماء بل مشوياً بالنار» (خروج 12 : 9)، وفي موضع آخر«وتطبخ وتأكل» (تثنية 16 : 6-7). وسفر أخبار الأيام يحل هذا التناقض:«وشووا الفصح بالنار كالمرسوم» (أخبار الأيام ثاني 35 : 13) بمعنى أنه يفسر بأن الذي يطهى هو النار. وهذا هو بالضبط تفسير التعارض التنائي في مخيلتا أقوال يسمعائيل: «والطهي: لا طهي بل شواء، لأنه قال وتطبخ وتأكل».

## مدرشي ههلخاه القديمة
استمراراً للمسيرة المدراشية لسفر أخبار الأيام –المؤاءمة، التفاسير، الإدراك- يمكن أن نجد في جميع طبقات الإنتاج اليهودي، من كتابة المقرا وحتى مدرشي ههلخاه التي بين أيدينا: الترجمة السبعينية، البشيطتا (الترجمة البسيطة)، والأسفار القانونية الثانية، وأدب خربة قمران، والمشنا وهتوسفتا. وهكذا نستطيع أن نجد في مخطوطة همقداش ما هو مكتبوب بالمقرا من اجل حل مشكلات الموضوعية التي لا تناقشها المقرا، مثل قضايا الاختلاط، في الترجمة السبعينية تراجم متواءمة، ويوجد في العهد الجديد تفاسير خاصة للآيات، وفي الاسفار القانونية الثانية تعليلات جديدة للشرائع، والمواعظ التي في المشنا وفي توسفتا. وفي احيان عديدة، تعترف مدرشي ههلخاه التي بحوذتنا بتلك المواعظ وتشرحها أيضا. هكذا نجد الموعظة التالية:«وجمع رجال طاهر غبار البقر. طاهر من أي نجاسة، وهذا استحمام اليوم».
واستحمام اليوم –مع ذلك- ليس بالضرورة طهارة من كل نجاسة، لانه ما يزال يدنس أنواعاً مختلفة من الطعام، والموعظة صعبة، مع ذلك في جزءين من خربة قمران تم الحفاظ على الموعظة الأساسية:«الطهارة-طهارة من أي نجاسة»، ويضمها مع أسلوبه الشرعي بأن جمع غبار البقر يكون بالفعل استحمام اليوم. (مشناة براه 3,7).

## مجموعات مدرشي هلخا
مخيلتا-المخيلتا هي اسم عام لثلاثة مدرشين بحوذتنا.
مخيلتا قوال يسمعائيل– تتناول الأجزاء الشرعية الخاصة بسفر الخروج. وهو من أقوال الرابي يسمعائيل، ولذلك اقتباساتها التلمودية قليلة جداً.
مخيلتا أقوال شمعون بار يوحاي- تتناول هي أيضا المواد الشرعية الموجودة بسفر الخروج، وهو من أقوال الرابي يعقوب عن سفر الخروج.
مخيلتا التثنية-هي من أقوال الرابي يمساعيل التثنية، وفقد معظمه تقريبا، ولم يبقى منه سوى اقتباسات في المدراش الكبير وعدة قطع في الجنيزا.
سفرا- هو مدراش ههلخاه على اللاويين. وهو يعتمد على أسلوب الرابي عقيفا مع اضافات من مدرسة الرابي يسمعائيل- مخيلتا يعريوت ومخيلتا دميلوائيم. من تطرق التلمود للمدرشيم الخاصة بالتثنية من الصعب حسم هل السفر كان قبل الأمورائيم أو أن الأمورائيم والسفرا يقتبسون من مصدر مشترك. وفي بداية الكتاب يندمج أقوال (برياتا) من ثلاث عشر مستوى من أقوال الرابي يسمعائيل.
سفري- هو مدراش ههلخاه على سفري العدد والتثنية. وهذا اسم مشترك ومحير: والسفري الخاص بالعدد هو من أقوال الرابي يسمعائيل، أما السفري الخاص بالتثنية فهو من أقوال الرابي عقيفا. ويتضمن المدراش أيضا فصل محترم من مدراش اجاده. وهذه المجموعة تبلوت على ما يبدو في منتصف القرن الثالث.
سفري زوتا- مذهب مدراشي مستقل داخل أقوال الرابي عقيفا، معظم مادته فُقدت. ويوجد بحوذتنا سفري زوتا بمدبار، المستند على اقتباسات من يلقوت شمعاني ومن المدراش الكبير، ومؤخراً اكتشف مناحم كهانا بقايا من مدراش مشابه له عن سفر التثنية، أطلق عليه سفري زوتا دفريم، من خلال اقتباسات من كتابات القرائي يشوعا بن يهودا واقتباسات أخرى.

## مذاهب في أساليب الافتراضية
مدرشي ههلخاه التي بحوزتنا منقسمة، بشكل فج، إلى مجموعتين: أقوال الرابي عقيفا وأقوال الرابي يسمعائيل، لكل مجموعة منها سماتها في مجال طرق المدراش، والمصطلحات وأسماء الحكماء، من أجل استخراج استنتاجات من الآيات التي شهدت استخدام تكتيكيات تفسيرية متنوعة. في بيت مدراش الخاص بالرابي يسمعائيل يستخدمون تكنيكيات تسمى «قوائم تحتاجها التوراة». وهناك قوائم من المستويات، لكن تلك القوائم لا تتعمق في كل المستويات المستخدمة. ووفقاً للرابي عقيفا فإن التلمود تم عبر تعليم محلي، بدون أي مقارنة، أي بدون «مستويات».
هناك من حاول التفريق بين كلا المدراشين اللذين انتجا مدرشي ههلخا على أساس لاهوتي، بالسمات التالية:
- حسب رأي الرابي عقيفا، فإنه نتيجة لأن التوارة الهيةـ ولا يحتمل أن تجد بها حرفاً وكلمة زائدة، ويمكن استخدام كل حرف أو كلمة تبدو زائدة، كأساس لدراسة الشريعة. ونتيجة لذلك بحث الرابي عقيبا أيضا كلمات الربط مثل من، أو، ات، كيف، أيضا، فقط. بالإضافة إلى ذلك وفقاً لرأي الرابي عقيفا، عندما تتكرر مسائلة،

فيجب بحث الواقع الذي تغير. والرابي عقيفا الذي دقق في كل كلمة في التوراة، رأى أن جميع جملها هي جمل تعلم الشريعة ولذلك فإن كل جملها ملزمة.
- الرابي يسمعائيل في المقابل، يعتقد أيضا أن التوراة الهية، وجاءت باللغة التي اعتاد بني البشر التحدث بها، بدون التدقيق في كل تعبير. بناء على ذلك يمكن أن نجد بها حرف أو كلمة زائدة، وفقاً لرأيه فإن المسائلة التي تتكرر، فإنها جاءت لتعليم فقط الأمور المحددة التي استحدثت بها، ولا يمكن أن نتعلم من القطع المكررة. ونتيجة لأن اللغة هي لغة البشر، فلا يمكن أن نتعلم واجب شرعي من كل جمل التوارة، وأن هناك جملاً تشير إلى تحديد واقع أو احتمالية فقط.

وبالفعل، ليس هناك ضرورة إلى تلك الملاحظات. ففي احيان كثيرة يفحص الرابي يسمعائيل بمستويات محددة ضد المعنى البسيط للآية، والرابي عقيفا، نتيجة لانه يقارن بين الآيات يمكن أن يقترن بمعنى الآية.والتعبير «تحدثت التوراة بلغة البشر» هو أمر نادر جداً لديه.
في الغالب نجد أن الخلافات بينهما تتمثل في طبيعة الفرضية، وليس في الإستنتاجات المطلوبة، أي أن الخلافات بينهما ليس خلافات عقائدية . ومع ذلك قد تؤدي الخلافات بشأن طبيعة الفرضية إلى الاختلاف في مسائل عقائدية. ويبدو أن بيت مدراش الرابي يسمعائيل كان له مشنا، حافظت على دروس الرابي يسمعائيل التي فقدت مننا.